# Galianthe krausei
Galianthe krausei là một loài thực vật có hoa trong họ Thiến thảo. Loài này được (Suess.) E.L.Cabral mô tả khoa học đầu tiên năm 1991.